# Роза пустыни

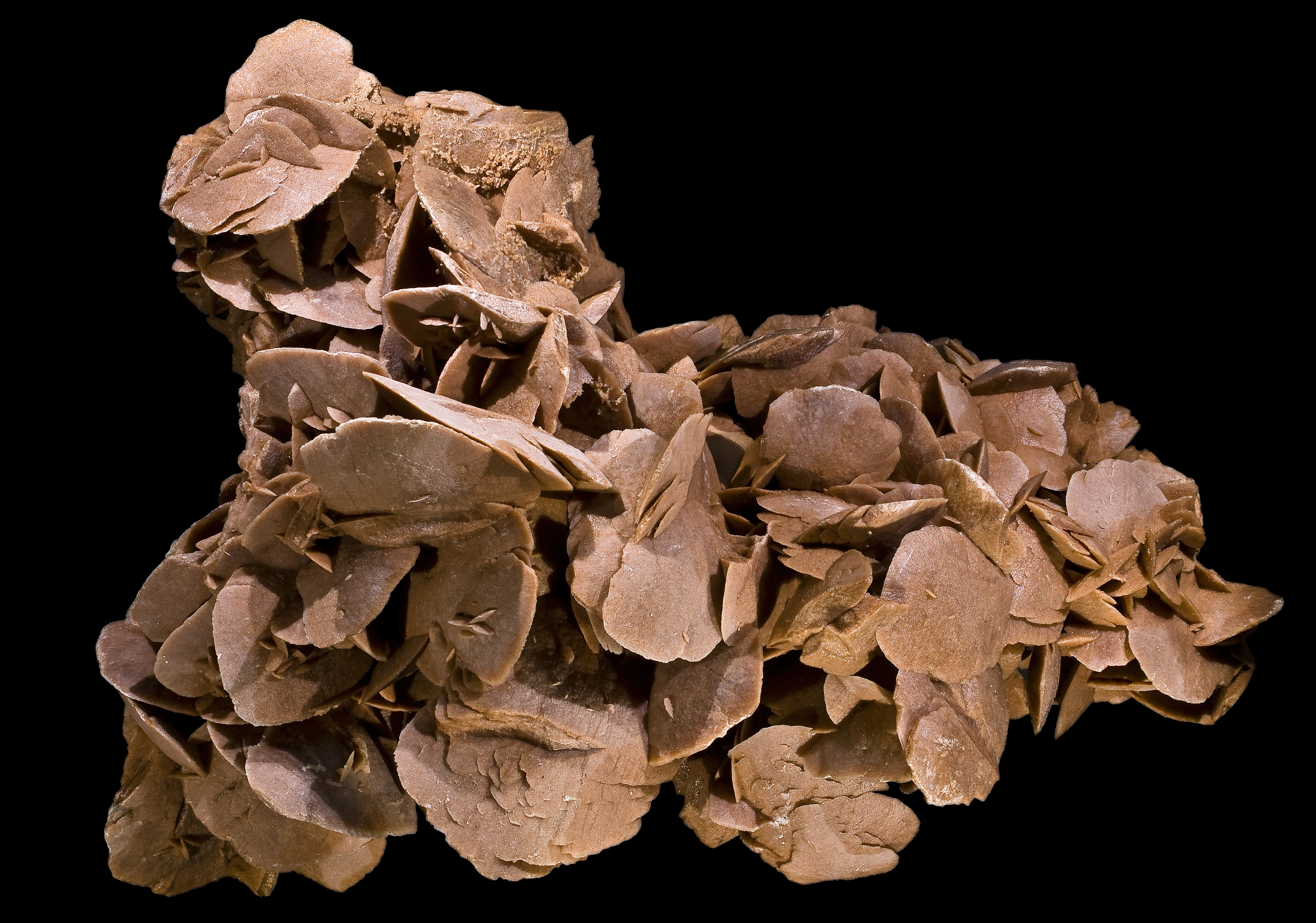
«Роза пустыни»

«Ро́за пусты́ни» (или «Роза песков») — разговорное название, обозначающее одну из морфологических разновидностей минерала гипс. Минеральные агрегаты образуют характерные сростки линзовидных кристаллов (розеток), внешне напоминающие цветок розы.
«Розы пустыни» формируются (кристаллизуются), как и некоторые другие аутигенные минералы, в слоях песка или почвы. Цвет агрегатов обычно определяется цветом субстрата, в котором они формируются.

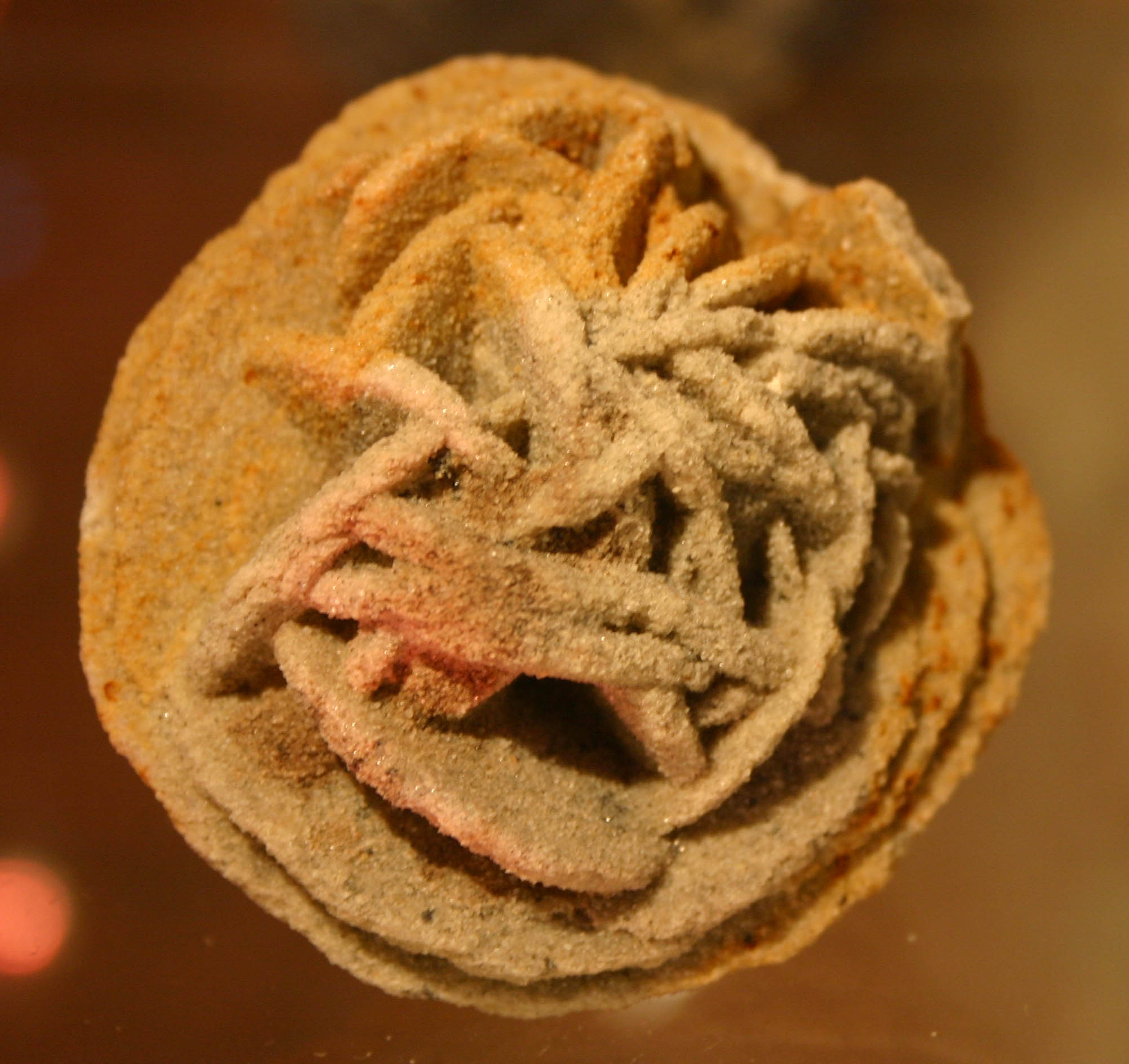
«Роза пустыни», или «роза песков»

Фрагмент «розы пустыни»

Агрегаты рождаются в пустынях при особых условиях. Когда над пустыней выпадают осадки, вода моментально впитывается в песок. Если пески богаты гипсом, компоненты этого минерала вымываются и уходят вместе с водой вглубь. При этом раствор достаточно быстро нагревается и испаряется. После полного испарения воды образуются кристаллы гипса. Поскольку он кристаллизуется в песчаной массе, частицы песка неизбежно становятся включениями в кристалле гипса.

## Интересные факты
- Роза пустыни известна жителям Сахары с древних времён. Впервые на эти кристаллы обратили внимание кочевые племена. Древние кочевники долгое время полагали, что «роза пустыни» образуется из верблюжьей мочи.
- В некоторых странах «розу пустыни» принято дарить в День влюблённых как символ неувядающей любви.
- Роза пустыни вдохновила архитектора Жана Нувеля на проектирование нового здания для Национального музея Катара[1][2].